# تشارلز ماكفي
تشارلز ماكفي (بالإنجليزية: Charles McPhee)‏ هو مقدم برامج إذاعية أمريكي، ولد في 24 أبريل 1962، وتوفي في 8 مايو 2011 بسبب تصلب جانبي ضموري.